# Dysdera meschetiensis
Dysdera meschetiensis este o specie de păianjeni din genul Dysdera, familia Dysderidae, descrisă de Mcheidze, 1979. Conform Catalogue of Life specia Dysdera meschetiensis nu are subspecii cunoscute.